# Laguna Sunfish
La laguna Sunfish (en inglés: Sunfish Pond, literalmente, 'estanque de sunfish', peces de la especie de los centrárquidos) es un pequeño lago glaciar de 18 hectáreas rodeado de bosques de madera de 104 hectáreas situado en la cadena de montañas Kittatinny dentro del bosque estatal de Worthington, adyacente a la Delaware Water Gap National Recreation Area en el condado de Warren (Nueva Jersey). El sendero de los Apalaches bordea las riberas oeste y norte de la laguna. Fue creado por la glaciación de Wisconsin durante la última edad de hielo. La laguna fue declarada Monumento Natural Nacional en enero de 1970.

## Historia
Los terrenos fueron comprados por el industrial  Charles C. Worthington (1854–1944) que utilizó el bosque como coto de caza de ciervos. La laguna suministraba agua a su mansión.
En 1965 hubo un plan para crear un embalse que habría cubierto la laguna. Casey Kayes, un custodio local, llevó a 655 personas a una marcha para protestar por el plan. Se organizaron más marchas y campañas de cartas que causaron que las empresas eléctricas propietarias de las tierras las donaran al estado en 1966. El juez de la corte suprema William O. Douglas menciona esta laguna en su opinión disidente respecto a un caso judicial de violación de las leyes medioambientales.

## Flora y fauna
La laguna está rodeada por extensiones de laurel de montaña, laurel de ovejas y Cunila origanoides. Muy cerca se encuentran campos de Symphoricarpos orbiculatus.

## Visitas
Es un destino de excursión popular y varios senderos llegan a la laguna, incluyendo el sendero de los Apalaches, que discurre a lo largo de las riberas oeste y norte de la laguna. Es el tarn más meridional a lo largo de ese camino.
La distancia más corta es la de 1,5 km desde el inicio del sendero. Los caminos son escarpados y rocosos en algunos lugares. No está permitido el baño en la laguna. Hay un camping Leave No Trace alrededor de 1/4 de milla de distancia, pero se deben seguir las precauciones apropiadas con la comida en la zona ya que hay osos negros frecuentemente en la zona.
Hay una colección de cairns a lo largo de la orilla noroeste, apilamientos a base de rocas que constituyen una muestra de arte primitivo. A día 27 de mayo de 2012, muchas de estas pilas de rocas habían sido derribadas.